# Бумеранг

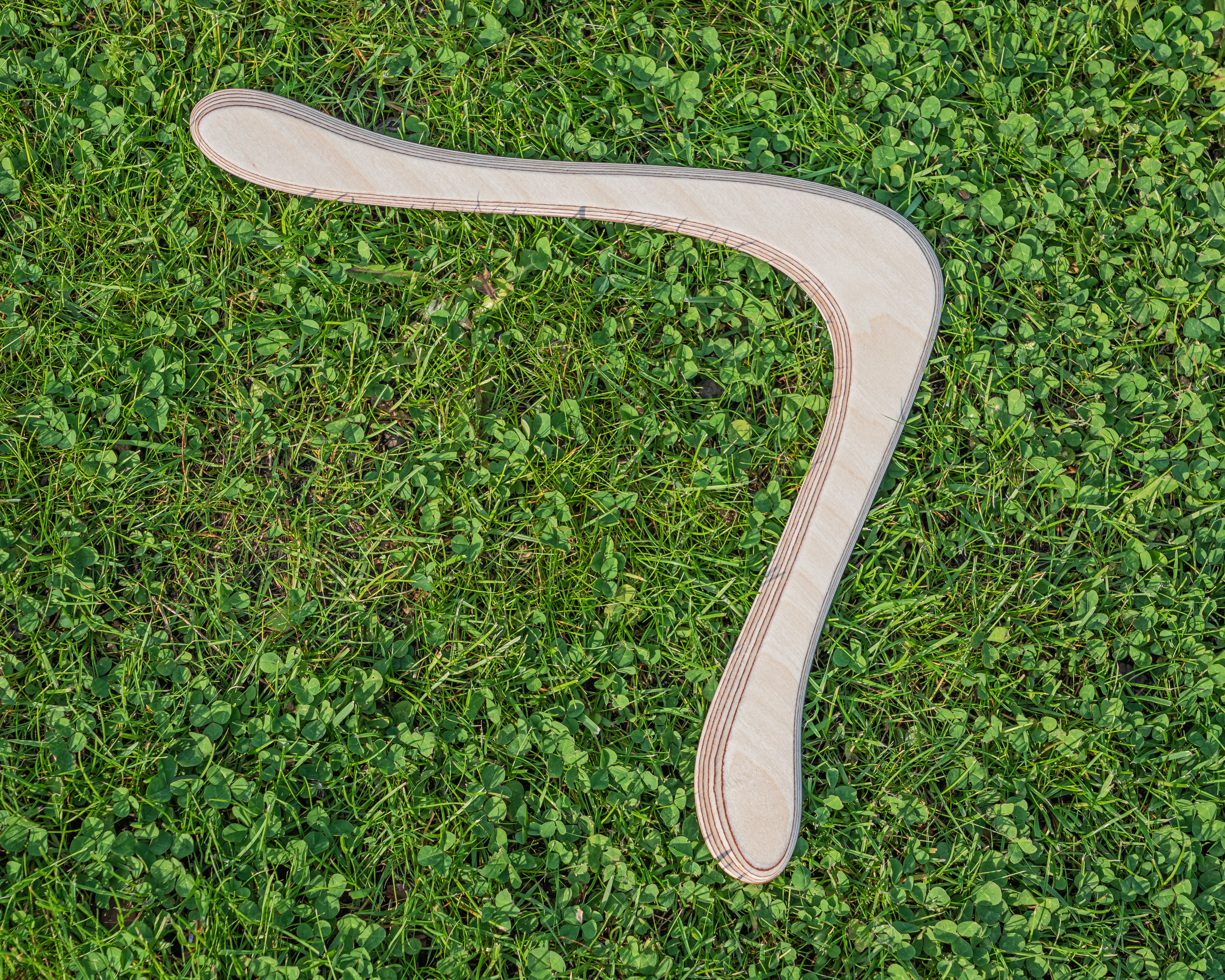
Деревянный бумеранг

Бумера́нг (от англ. boomerang, которое в свою очередь заимствовано от одного из языков австралийских аборигенов) — деревянная метательная палица. Некоторые виды обладают особой аэродинамической формой, которая позволяет повышать дальность броска и/или способствует возвращению к месту запуска. В прошлом — боевое и охотничье оружие у многих народов мира. У австралийских аборигенов распространён возвращающийся бумеранг, представляющий собой изогнутую пластину с нижней плоской поверхностью и верхней — крыловидно-выпуклой. Сейчас метание возвращающихся бумерангов заняло место в сфере развлечений и спорта.

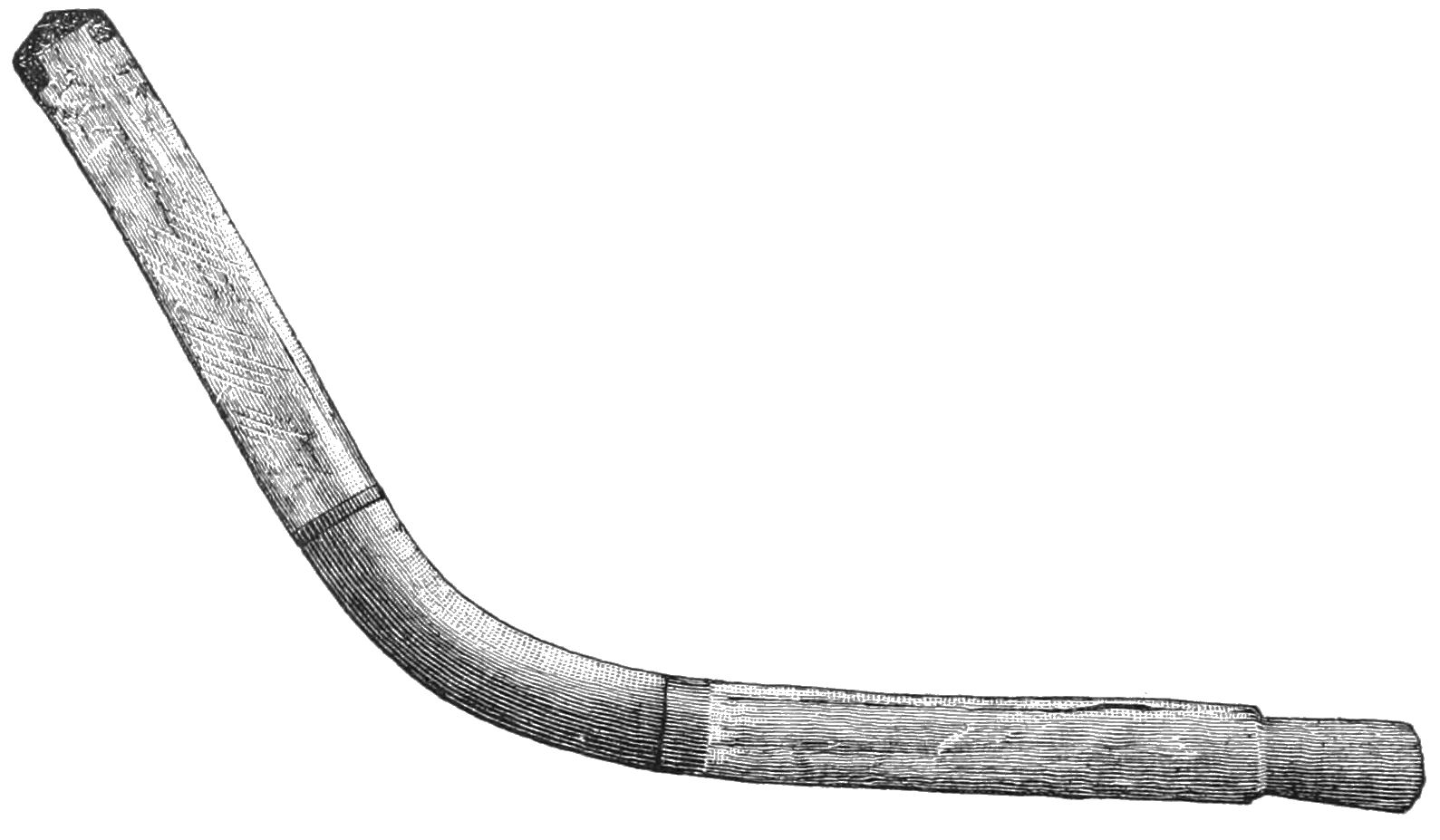
Метательная дубинка зуни, 1891 г.

## История

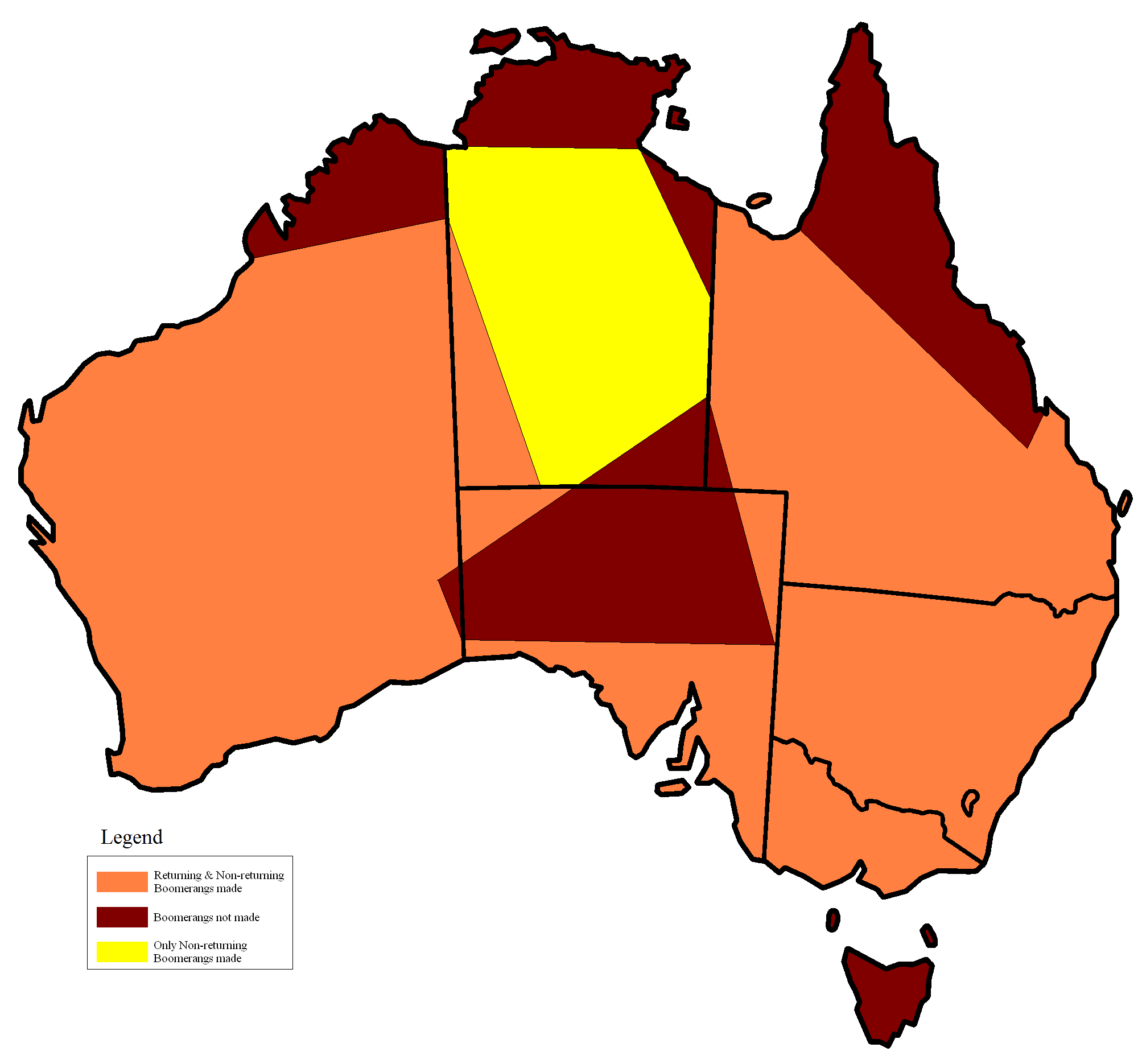
Распространение бумерангов в Австралии до контакта с Европой:
Возвращающиеся и невозвращающиеся
Бумеранги не использовались
Только невозвращающиеся

Древнейшие бумеранги применялись ещё в позднем палеолите, о чём свидетельствуют наскальные изображения во Франции. Подобные наскальные рисунки с соответствующим сюжетом обнаружены и в Австралии, в Кимберли. Их возраст — 50000 лет. Древнейшая находка натурального бумеранга состоялась в польских Карпатах. Это 40000-летний бумеранг из мамонтового бивня. Это орудие было обнаружено во время исследования палеолитической стоянки, расположенной в пещере на горе Облазова гура в Малопольском воеводстве.
Древнейшие австралийские находки бумерангов имеют возраст 10000 лет. В Европе также имеются находки орудий такого возраста. Они происходят из мезолитических свайных поселений, например в торфяниках Брабрандского озера в Дании. Эти бумеранги, возрастом около 10000 лет, были разных размеров, но всё же обычно тяжёлыми и толстыми и имели дальность броска до 180 м.
Обычные бумеранги, конечно, везде появлялись независимо, однако, есть мнение, что именно в Австралии придумали возвращающийся бумеранг. Хотя реконструкции показывают, что некоторые древнеегипетские и европейские бумеранги также способны возвращаться. Так, более поздняя, 3000-летняя коллекция различных бумерангов, которая находилась в гробнице фараона Тутанхамона содержит как прямолетящие, так и возвращающиеся бумеранги. Предполагается, что бумеранги могли находиться и в других захоронениях фараонов, но их находки немногочисленны из-за деятельности расхитителей гробниц. 
Ещё более молодые находки сделаны в Нидерландах. Они относятся к I веку до н. э..

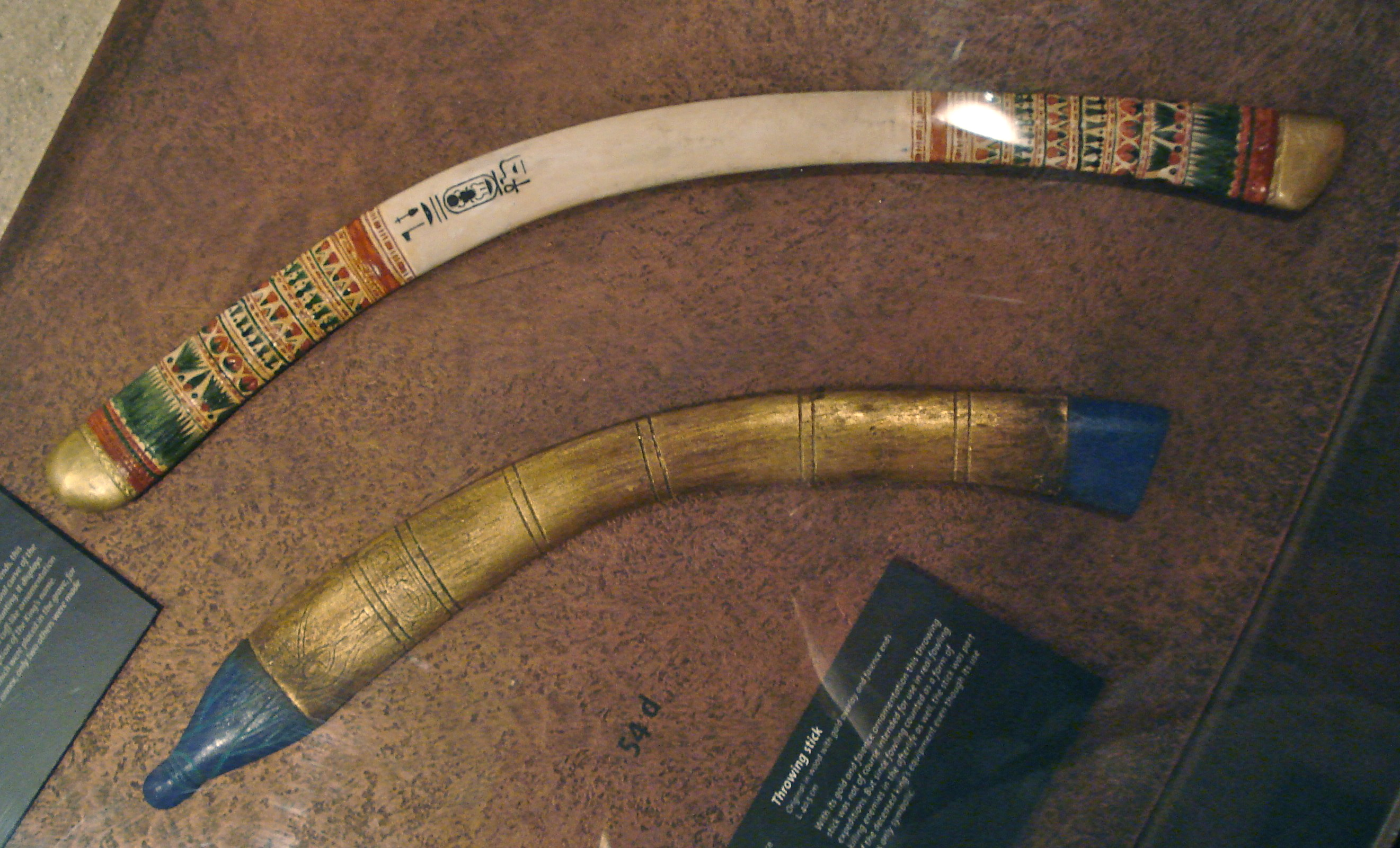
Реплика бумерангов из гробницы Тутанхамона (KV62), XIV век до н. э.

В целом же, судя по раскопкам, письменным и этнографическим данным, бумеранги или метательные дубинки были известны многим народам. Африка: народы чёрной Африки (прямолетящий бумеранг народа gaberi, имеющий профиль самолётного крыла), древние египтяне и марокканцы; Азия: Вавилония и южная Индия (катария — деревянный, роговой или стальной прямолетящий бумеранг колов; также валай таде или bira jungee); Америка: племена Юго-Запада США и южной части Калифорнии; Океания: Меланезия; Европа: скандинавы, кельты и галлы, германцы (особенно готы). Подобное оружие использовалось в Древней Греции — lagobolon (зайцебойка) — метательное охотничье оружие на зайцев. В Древнем Риме это приспособление описывали как традиционное вооружение кельтских, галльских и тевтонских племён — cateia (летящий клубок).
В Австралии бумеранги широко распространены в том числе и потому, что там не вошёл в употребление лук — во многом более эффективное оружие охоты и войны. Но и в Австралии их используют не везде, так как с ними невозможно охотиться в лесных зарослях. Где же они всё же есть или были, они являлись универсальным предметом, с помощью которого охотились, воевали, участвовали в мелких драках, наказывали женщин, рыли землю, добывали огонь.
В настоящее время традиционное использование прямолетящих дубинок-бумерангов, кроме Австралии, в какой-то мере сохранилось для охоты у некоторых африканских народов. То же и у индейских племён пуэбло (индейцы) и навахо Юго-Запада США и у племён юга Калифорнии, которые охотятся с ними на птиц и кроликов.
В остальном мире нашёл своё место возвращающийся бумеранг в качестве снаряда для развлечений и спорта. Так, в США и Австралии проводятся соревнования по метанию бумеранга. Существуют разные виды соревнований по метанию: точность возврата, австралийский тур, трюк поимки, максимальное время в полёте, быстрый лов, выносливость. Современный спортивный бумеранг изготавливается из финской берёзовой фанеры, лиственных пород дерева, пластика или композитных материалов и выпускается в различных формах и цветах. Большинство спортивных бумерангов обычно весят менее 100 граммов, а бумеранги, используемые для соревнований с максимальной продолжительностью полета, часто весят менее 25 граммов.
Бумеранги также были предложены в качестве альтернативы глиняным голубям в стрельбе из дробовика, где полет бумеранга лучше имитирует полет птицы, предлагая более сложную цель. Современный бумеранг часто спроектирован с точными аэродинамическими данными. Число «крыльев» часто превышает 2, так как 3 или 4 крыла дают больший подъём, чем бумеранг с двумя крыльями.
В 1992 году немецкий астронавт Ульф Мербольд провел эксперимент на борту Spacelab, который установил, что бумеранги функционируют в невесомости, как и на Земле. Французский астронавт Жан-Франсуа Клервой на борту «Мира» повторил это в 1997 году. В 2008 году японский астронавт Такао Дои вновь повторил эксперимент на борту Международной космической станции.

## Австралийские бумеранги

### Невозвращающиеся бумеранги

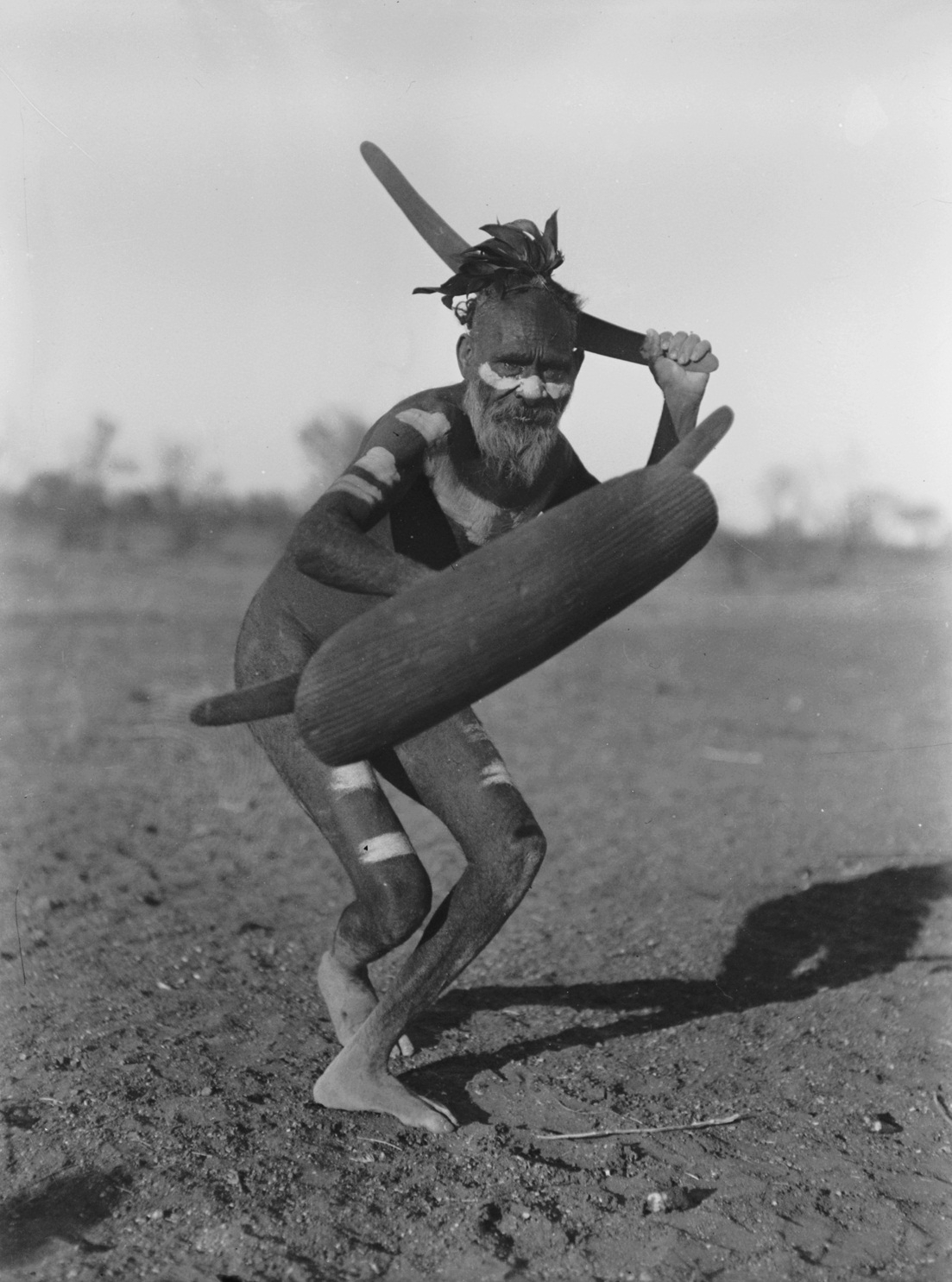
Австралийский абориген демонстрирует атаку бумерангом

Бо́льшая часть охотничьих и военных бумерангов австралийцев были именно невозвращающимися. Происхождение австралийских бумерангов можно вести от плоских деревянных дубинок и мечей «баггоро», которые в какой-то мере пригодны для использования и как метательное оружие. Эти дубинки часто плоские, но далеко не всегда имеют изгиб. Те дубинки, которые нередко называют «бумерангами», а также «бумерангами-мечами», «боевыми бумерангами», «уонна», «мурравири» или бумерангами «типа лоангаль», уже имеют некоторый изгиб, который помогает при метании, но они способны только на прямолетящий полёт. Они большие и тяжёлые: длина — 65—130 см, иногда и больше роста человека, вес — до 1—1,5 кг, а по внутренней стороне могут иметь ещё и острозаточенную кромку. Данное оружие использовалось больше как военное, но иногда и как охотничье, для охоты на кенгуру и эму. Их могут использовать как двуручные дубинки, например, для отбивания копий. Бросают боевые бумеранги горизонтально или прямо по цели, или стараясь, чтобы он ударился одним концом о землю за 20—25 м от цели, а затем отскочил в цель. Именно подобные бумеранги имеют или имели аналоги во многих частях мира.

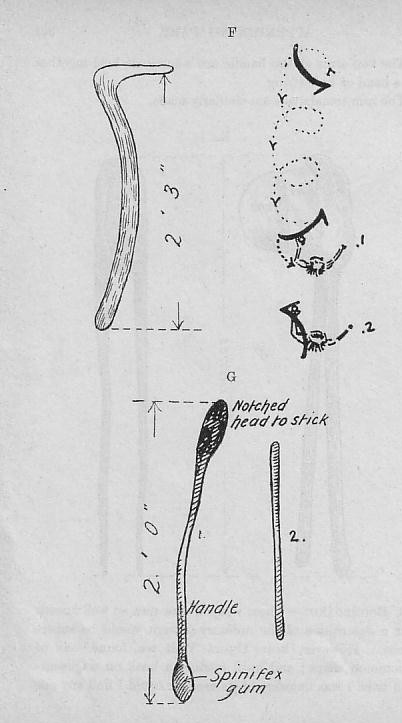
Бумеранг-крюк

В эту же категорию можно включить и несимметричные дубинки с плоским утолщением на одном конце, за счёт чего они имеют несколько большую ударную силу. Один тип несимметричного бумеранга приспособлен исключительно для охоты на рыбу. Он плоский, короткий, но довольно широкий с одной стороны и сужающийся с другой, что напоминает запятую. Способен пробить полметра водной толщи. В настоящее время это орудие изготовляют и из железа. Иногда именно его называют «каили» или «кайли», но, на самом деле, «каили» (kylie, kiley, kyley, koilee) — это просто название бумеранга на языке племени noongar в Западной Австралии. Сейчас данное слово иногда применяется вместо всемирно известного «бумеранга».
Несимметричным является также бумеранг-крюк или клювообразный бумеранг. У аборигенов он называется «ватиликри». Последний был распространён у племён внутренней части Австралии, например, у диэри и арунда. Он почти исключительно военное оружие. Его также могли бросать с отскакиванием от земли, но так, чтобы он взлетел почти вертикально. Брошенный в воина, прикрытого щитом, этот бумеранг способен зацепиться за край щита и нанести удар за ним. При бросании обратной стороной мог, при попадании, например, в плечо, поразить спину острым крюком. Но он применялся и на охоте, так как при удачном броске мог сбить сразу несколько птиц в стае.

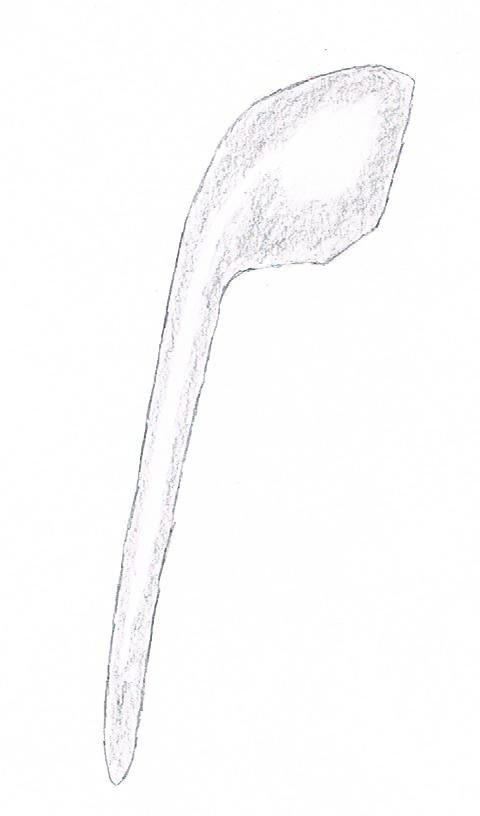
Дубинка-бумеранг лиль-лиль

Вторая группа — бумеранги уже имеющие аэродинамический профиль лопастей: нижняя сторона более плоская, чем верхняя, задняя кромка более заострена — по сравнению с передней. Но они способные только отклоняться от прямолинейного полёта. При боковом ветре они даже могут поразить цель сбоку. Эти бумеранги тоже называют «боевыми». Они бывают разной длины, обычно более тяжёлые и с меньшим изгибом, чем возвращающиеся. Одна разновидность имеет два или реже три изгиба в разные стороны и острые концы. Его применяли не только при охоте на кенгуру, но и для охоты на рыбу на мелководье. Последняя разновидность известна как «кайли» (об этом термине см. выше).
Другой боевой бумеранг — «акулий зуб», с изгибом в 90° и также с острыми концами. Эти бумеранги бросают почти горизонтально, придавая естественное для броска палки вращение — вокруг вертикальной оси. При правильном броске оружие летит почти параллельно земле на расстояние до двухсот метров, что обеспечивает повышенную вероятность поражения какой-либо цели (обычная палка или камень могут поразить цель только вблизи места броска). В эту же категорию можно поместить бумеранг «лил-лил» (ли-лил, бундж-джул, бол-лаир). Это несимметричная дубинка с почти круглой или же с плоской широкой и заострённой лопастью на одном конце, имеющей аэродинамический профиль (возможно, не всегда, так как это не везде отмечается). Повышенная ударная сила в нём сочетается со способностью отклоняться в полёте. Смысл применения отклоняющихся бумерангов в том, что они могут поразить цель с неожиданной стороны.

### Возвращающиеся бумеранги
Его ещё называют «бумерангом для игр». Но считается, что он применялся также для охоты на мелких животных, особенно на водных птиц. Хотя имеются и опровержения этого на том основании, что подобная практика в реальности никогда не была зафиксирована.
Типичный возвращающийся бумеранг имеет расстояние между концами в 38—46 см и угол между плечами в 70—110 градусов. Форма возвращающегося бумеранга отличается от боевого большей изогнутостью, меньшей относительной толщиной и близостью профиля плеч-крыльев к профилю самолётного крыла. Размер и вес — поменьше, так что начальная скорость оказывается выше, чем у боевого. Его можно использовать для охоты на мелкую дичь, но основное исходное назначение — ритуальное, позднее — спортивное и развлекательное. Возвращающимся бумерангом австралийских аборигенов является также более редкий вид — крестообразный. Он представляет собой две прямые плоские палочки, скреплённые через отверстия волокнами.
Бумеранг способен пролетать дистанцию в 90 метров и подниматься на высоту до 15 метров.
Современные, не сувенирные бумеранги делают из дерева, фанеры, прочного пластика или лёгкого металла. Бросают возвращающиеся бумеранги иначе, чем боевые — вращение им придают в (почти) вертикальной плоскости.

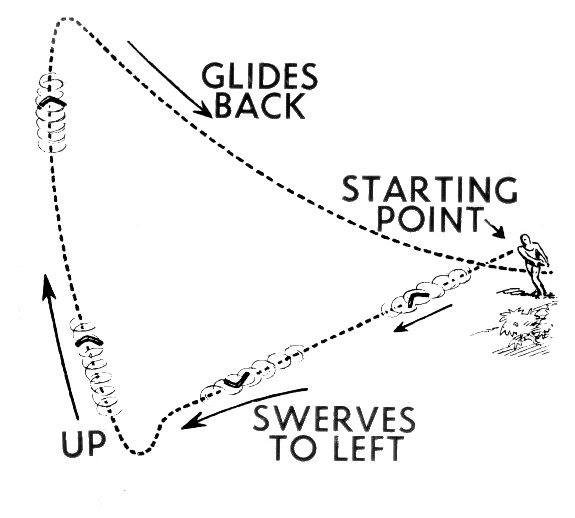
Траектория полёта бумеранг

## Механика полёта бумеранга
Возвращаемый бумеранг запускается в вертикальной плоскости. Если бумеранг запустить горизонтально (как летающую тарелочку), он не возвратится. Полёт «бумеранга для правши» выглядит так. На начальном этапе бумеранг уклоняется влево и одновременно наклоняется направо. В какой-то момент он почти ложится направо и одновременно задирает переднюю часть круга вращения вверх, начиная резкое движение вверх-налево. Продолжая поворот налево, он снижается и поворачивает к месту броска. Если его не ловят, то бумеранг пролетает дальше и снова делает виток меньшего размаха. В идеале после нескольких витков он медленно опускается вблизи точки броска, продолжая довольно быстро вращаться — как крылатое семечко клёна.
Объяснение такого поведения бумеранга будет проще, если иметь в виду многолопастный бумеранг — скажем, в форме креста — у которого все лопасти одинаковы. При броске бумеранга как боевого — в горизонтальной плоскости — при движении в набегающем под небольшим углом потоке воздуха появляется, как для паруса или крыла самолёта, сила, направленная перпендикулярно плоскости креста (точнее, составляющая полной силы, называемая подъёмной силой).
Из-за вращения эта сила смещена направо и как бы стремится повернуть круг вращения налево. Однако вследствие гироскопического эффекта вместо этого «круг» поднимает передний край. Для «настоящих» бумерангов действуют те же обстоятельства, но в других пропорциях, что и приводит к иной картине.
Существует, однако, особенность настоящих бумерангов — авторотация и одновременно способность «винта» бумеранга работать как «тянущего». Если привести во вращение воздушный винт, то воздух будет отбрасываться назад и винт будет «тянуть», как винт вертолёта перед взлётом. Если же «дуть» в противоположную сторону, то винт остановится, а потом снова придёт во вращение — но уже в другом направлении. Не так ведёт себя винт-бумеранг: вращение будет продолжено в том же направлении.

## Галерея

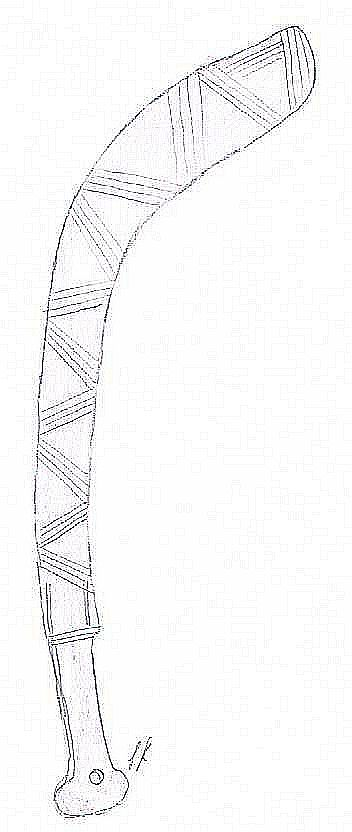
Прямолетящий деревянный бумеранг народа gaberi. Бывшее Королевство Конго
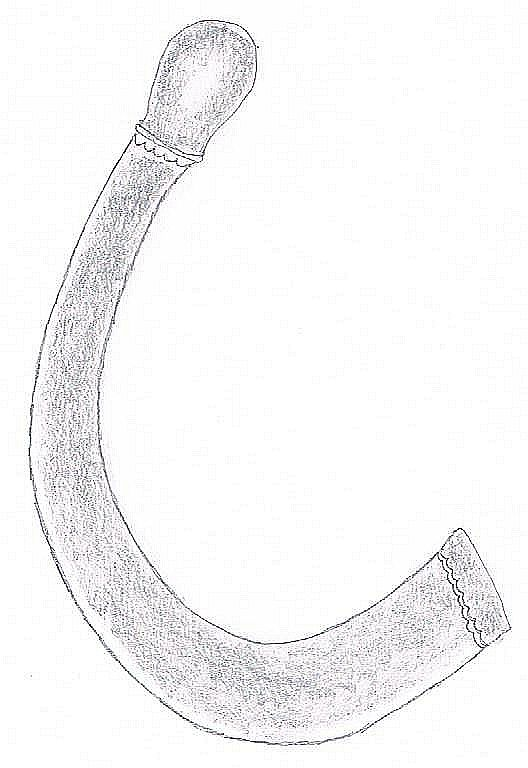
Катария — стальной бумеранг колов. Индия
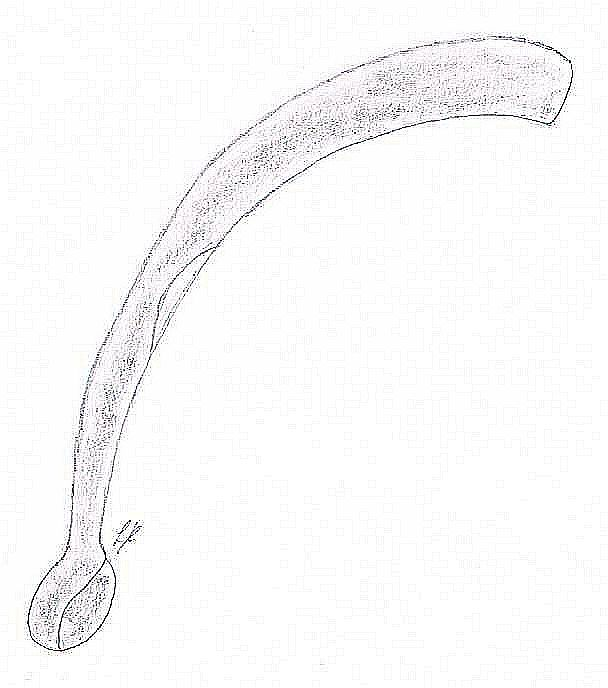
Валай таде, также катария, dira jungee — деревянный бумеранг. Церемониальные изготовлялись из слоновой кости, украшенной серебром и медью. Является эмблемой мужества. Индия
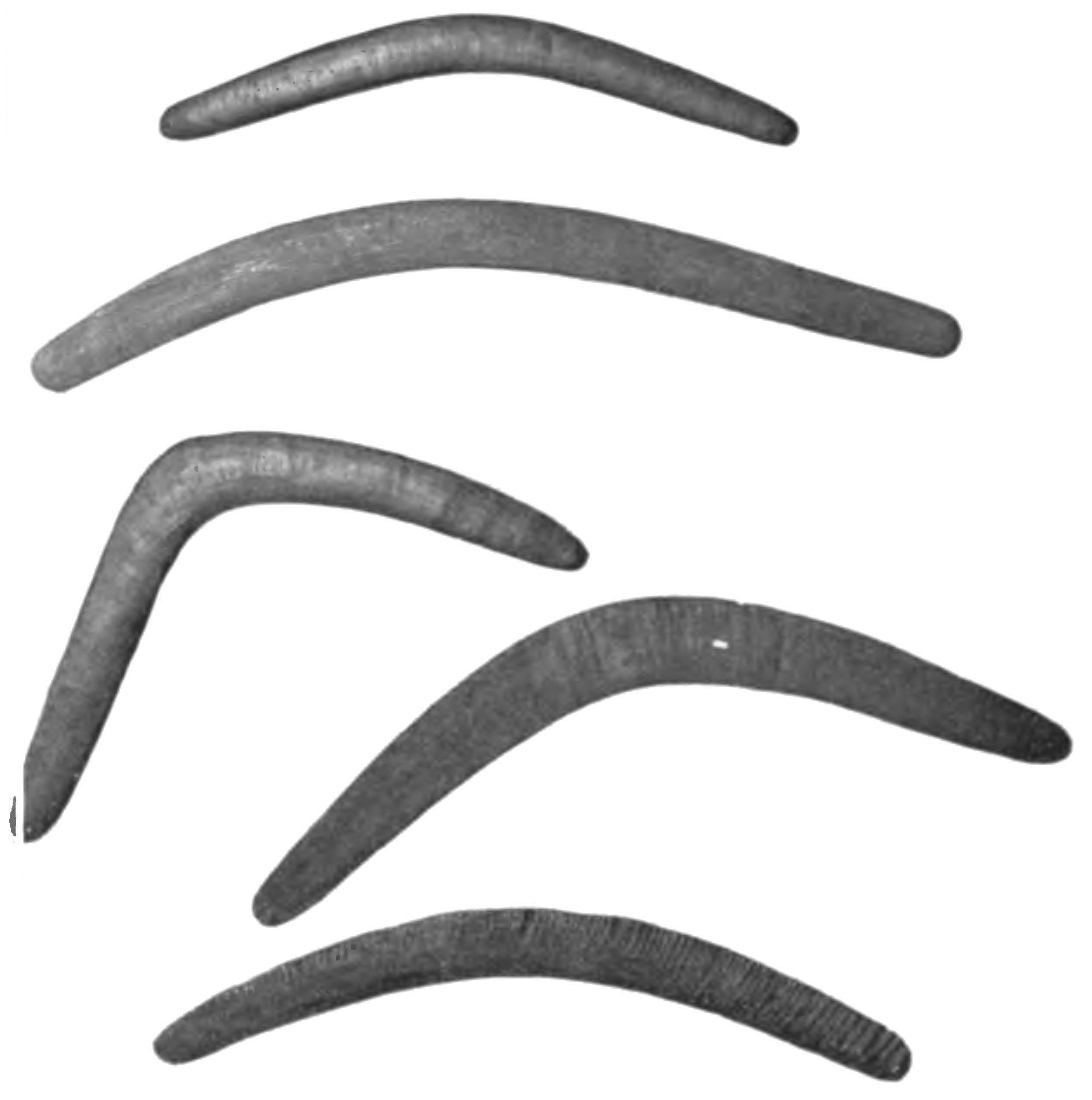
Различные бумеранги австралийцев
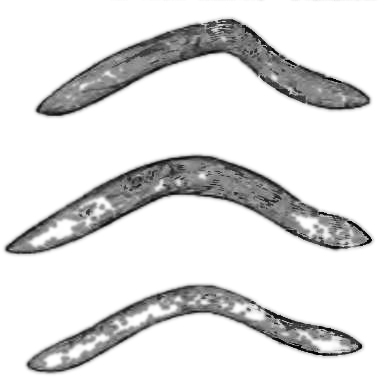
Боевые прямолетящие бумеранги австралийцев
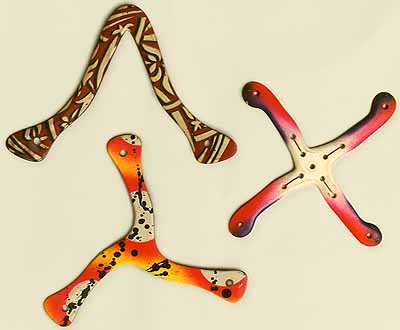
Современные спортивные бумеранги